# 전국도시대항축구대회
전국도시대항축구대회(全國都市抗戰蹴球大會)는 일제강점기의 조선, 군정기의 한국, 대한민국에서 진행되었던 축구 대회이다. 1946년 공식적으로 제1회 대회가 개최되었으나 이후에 일제강점기에 개최되었던 전조선도시대항축구대회(全朝鮮都市抗戰蹴球大會)들을 이 대회의 역사에 편입하였으며, 1966년에 마지막 대회가 개최되었다.

## 역사
1936년 조선중앙일보사 주최로 처음으로 전조선도시대항축구대회가 개최되었으나 그해 일어난 일장기 말소사건으로 인해 신문사가 정간, 폐간되면서 1년간의 공백기가 있다가 1938년부터 조선일보사 주최로 전조선도시대항축구대회가 다시 개최되었으나 3회 이후 조선일보도 폐간되어 1941년부터 매일신보 와 축협이 공동개최하게 되었고 1942년 2월 22일 축협도 해산된 후 명목상 조선총독부 후생국내 조선체육진흥회 축구단으로 들어감에 따라 매일신보와 조선체육진흥회가 공동으로 개최하는 형식이 되었으며, 조선일보사의 대회를 이어받아 5회가 되었다. 그러나 태평양전쟁이 심화함에 따라 1943년부터 구기종목이 금지되어 중단되었다가 해방을 맞이하게 되었다.
1946년 조선축구협회와 서울신문사 공동주최로 제1회 전국도시대항축구대회가 개최되었다. 1947년 제2회 대회에서는 서울예선에서 군정청팀, 서울구락부, 식산은행팀, 영등포팀이 참가하여 영등포팀이 선발되어 서울시대표로 출전, 2회대회를 우승하였다. 이 대회에는 38이북의 신의주팀과 영흥팀이 구성되어 참가하기도 하였다.
1950년 제5회 대회는 제11회 대회로 불리기도 하였는데, 1936년부터 1942년까지7년간 개최된 6차례의 전조선도시대항축구대회를 포함하여 다시 명명한 것으로 보인다.
1951년에는 1·4 후퇴로 인하여 개최되지 못하였으며, 1952년에는 전주에서 대회를 개최하기로 계획하였으나 한 차례 연기되었으며 마산헌병대가 우승하였다. 1953년 대회를 제13회 대회로 지칭한 경우도 있으나 제12회 대회로 지칭한 기사가 다수 있는데 동아일보 4월23일 기사에서는 12회로 지칭하다가 27일 기사에서는 13회로 정정되는데 지방에서 개최되어 경기결과를 인지못한 상태에서 12회로 지칭하다가 며칠 후 13회로 정정한 것으로 보인다. 그리고 1954년에 마산이 우승하며 3연패를 달성하였다는 기사가 있는데 우승멤버 중 헌병사령부팀 소속으로 1954년 스위스월드컵에 출전했던 우상권선수와 국가대표팀에 선발된 김영일선수가 있는것으로 보아 헌병사령부팀으로 보이며, 1953년 대회는 대구(헌병사령부)가 우승하였다는 기사가 있는데 헌사가 대구대표로 출전하여 우승하였거나 대구에는 조선방직 축구단이 있으므로 마산을 대구로 오기한 것으로 보이는데 도시대항의 특성상 헌병감실 축구단이 기준이 아니라 마산이 기준이 되어야하므로 대구가 오기인 것으로 보이며, 헌병감실 축구단의 전신인 헌병대, 헌병사령부팀이 마산을 대표하여 출전하여 3연패를 달성하고 우승기를 영구수여 받은 것으로 보인다. 1956년부터는 육군체육회에서 군팀들의 도시대항축구대회의 출전을 금지함으로써 도시대항이 급격히 위축되어 57,8,9년도에는 참여팀 부족으로 대회자체가 무산될뻔한 위기도 있었다.
제21회 대회는 사업계획상으로는 1961년 4월에 개최 예정이었으나 치러졌다는 기록은 없으며, 같은 해 10월에 열린 경기가 제22회 대회로 명명되었다. 65년 대회의 마지막 대회 회수 명명을 봤을 때 제21회 대회는 치뤄지지 않은 것으로 보인다.
1964년 제25회 대회는 무산된 것으로 보이는데 1963년도에 군,대학,실업축구대회가 처음 열렸고 1964년도에는 춘,추계 실업축구연맹전과 춘,추계 군,대학,실업축구대회가 동시에 열렸으므로 일정에 여유가 없어 3지역(경성,평양,함흥)노동축구대회가 열렸던 것으로 보인다. 다음 해인 1965년에는 전년도에 군,대학,실업축구대회가 파행으로 인해 취소되고 여유를 찾았는지 대회가 열렸는데 갑자기 횟수가 건너뛰어 제30회 대회가 명명되었는데 이는 1936년 대회를 1회 대회로 하고 전국체전처럼 중지, 취소여부와 관계없이 년도별 1회로 이전 대회 회수를 다시 명명한 것으로 보인다.
1966년 31회 대회를 마지막으로 더이상 대회가 열리지 않고 폐지되었는데 처음의 의도는 지역대표 또는 지역선발팀간의 대결이었으나 지역 실업팀이 있는 지역만 출전하게 되면서 실업축구대회와 변별성이 사라졌기 때문으로 보인다.

## 연도별 대회 기록
| 회   | 회   | 회   | 연도 | 우승                                       | 준 우승                                    | 참가 팀수                                  | 참가팀 | 장소        | 주관/주최                  | 참고                 |
| 초기 | 정정 | 최종 | 연도 | 우승                                       | 준 우승                                    | 참가 팀수                                  | 참가팀 | 장소        | 주관/주최                  | 참고                 |
| ---- | ---- | ---- | ---- | ------------------------------------------ | ------------------------------------------ | ------------------------------------------ | --- | ----------- | -------------------------- | -------------------- |
| 1    | 1    | 1    | 1936 | 경성                                       | 평양                                       | 10팀                                       | 경축, 평축, 진남포, 군산, 순천, 마산, 함흥, 원산, 안악, 청주                                                   | 경성운동장  | 조선축구협회/ 조선중앙일보 |                      |
|      |      | 2    | 1937 | 일장기 말소 사건으로 인한 폐간에 따른 중지 | 일장기 말소 사건으로 인한 폐간에 따른 중지 | 일장기 말소 사건으로 인한 폐간에 따른 중지 | 일장기 말소 사건으로 인한 폐간에 따른 중지                                                                     |             |                            |                      |
| 1    | 2    | 3    | 1938 | 경성                                       | 평양                                       | 12팀                                       | 평양, 청진, 진남포, 신의주, 안악, 함흥, 경성, 철원, 대구, 부산, 광(光)주, 광(廣)주                             | 경성운동장  | 조선축구협회/ 조선일보     | [ 6 ] [ 7 ]          |
| 2    | 3    | 4    | 1939 | 함흥                                       | 평양                                       | 14팀                                       | 함흥, 평양, 영흥, 원산, 청진, 안악, 신의주, 경성, 개성, 철원, 수원, 광(廣)주, 대구, 목포                       | 경성운동장  | 조선축구협회/ 조선일보     | [ 8 ] [ 9 ]          |
| 3    | 4    | 5    | 1940 | 함흥                                       | 평양                                       | 14팀                                       | 덕원, 원산, 마장, 홍원, 함흥, 신의주, 평양, 경성, 인천, 철원, 광(廣)주, 대구, 전주, 광주                       | 경성운동장  | 조선축구협회/ 조선일보     | [ 10 ] [ 11 ]        |
| 4    | 5    | 6    | 1941 | 평양                                       | 함흥                                       | 15팀                                       | 신의주, 홍원, 마장, 삼호, 덕원, 평양, 함흥, 북청, 원산, 춘천, 경성, 개성, 수원, 전주, 광주(光州)               | 경성운동장  | 조선축구협회/ 매일신보     | [ 12 ]               |
| 5    | 6    | 7    | 1942 | 경성, 평양                                 | 경성, 평양                                 | 18팀                                       | 신의주, 홍원, 북청, 평양, 함흥, 해주, 진남포, 원산, 덕원, 청진, 경성, 인천, 대구, 부산, 군산, 춘천, 마산, 개성 | 경성운동장  | 조선체육진흥회/ 매일신보   | [ 13 ]               |
|      |      | 8    | 1943 | 당국방침에 협력하여 대회 중지              | 당국방침에 협력하여 대회 중지              | 당국방침에 협력하여 대회 중지              | 당국방침에 협력하여 대회 중지                                                                                  |             |                            | [ 14 ]               |
|      |      | 9    | 1944 | 당국방침에 협력하여 대회 중지              | 당국방침에 협력하여 대회 중지              | 당국방침에 협력하여 대회 중지              | 당국방침에 협력하여 대회 중지                                                                                  |             |                            | [ 14 ]               |
|      |      | 10   | 1945 | 당국방침에 협력하여 대회 중지              | 당국방침에 협력하여 대회 중지              | 당국방침에 협력하여 대회 중지              | 당국방침에 협력하여 대회 중지                                                                                  |             |                            | [ 14 ]               |
| 1    | 7    | 11   | 1946 | 서울                                       | 부산                                       | 16팀                                       | 서울, 부산, 강화, 군산, 의정부, 배천, 수원, 순천, 인천, 개성, 평택, 고양, 마산, 홍천, 부평, 광주(廣州)         | 서울운동장  | 조선축구협회/ 서울신문     | [ 15 ]               |
| 2    | 8    | 12   | 1947 | 서울                                       | 인천                                       | 12팀                                       | 서울(영등포), 영흥, 홍천, 순천, 인천, 음성, 영천, 신의주, 군산, 대구, 개성, 강릉                               | 서울운동장  | 조선축구협회/ 서울신문     | [ 16 ] [ 17 ] [ 18 ] |
| 3    | 9    | 13   | 1948 | 인천                                       | 청주                                       | 7팀                                        | 인천, 청주, 개성, 대구, 서울(식은), 수원, 순천                                                                 | 서울운동장  | 조선축구협회/ 서울신문     | [ 19 ] [ 20 ] [ 21 ] |
| 4    | 10   | 14   | 1949 | 인천                                       | 서울                                       | 8팀                                        | 인천, 서울(전매), 개성, 청주, 대구, 전주, 진해, 순천,                                                          | 서울운동장  | 대한축구협회/ 서울신문     | [ 22 ] [ 20 ] [ 23 ] |
| 5    | 11   | 15   | 1950 | 서울                                       | 인천                                       | 5팀                                        | 서울(전업), 인천, 개성, 대구, 광주(光州)                                                                       | 서울운동장  | 대한축구협회/ 서울신문     | [ 24 ] [ 25 ] [ 1 ]  |
|      |      | 16   | 1951 | 1·4 후퇴로 인해 대회 중지                  | 1·4 후퇴로 인해 대회 중지                  | 1·4 후퇴로 인해 대회 중지                  | 1·4 후퇴로 인해 대회 중지                                                                                      |             |                            |                      |
|      | 12   | 17   | 1952 | 마산                                       |                                            |                                            | 마산(헌병대),                                                                                                  | 전북 전주   | 대한축구협회/ 서울신문     | [ 26 ]               |
| 12   | 13   | 18   | 1953 | 마산                                       | 원주                                       |                                            | 마산(헌병사령부), 원주(경찰)                                                                                   | 대전 한밭중 | 대한축구협회/ 서울신문     | [ 27 ]               |
|      | 14   | 19   | 1954 | 마산                                       | 인천                                       | 8팀                                        | 서울A, 서울B, 마산(헌사), 인천 대구, 춘천, 안양, 양양                                                          | 서울 배재고 | 대한축구협회/ 서울신문     | [ 28 ]               |
|      | 15   | 20   | 1955 | 서울                                       | 인천                                       | 10팀                                       | 원주, 인천, 양구, 문산, 순천 서울, 부산, 마산, 안산, 논산                                                      | 서울운동장  | 대한축구협회/ 서울신문     | [ 29 ] [ 30 ]        |
|      | 16   | 21   | 1956 | 안성                                       | 인천                                       | 4팀                                        | 부산, 안성(조방), 영월(중석), 인천                                                                             | 서울운동장  | 대한축구협회/ 서울신문     | [ 31 ] [ 32 ]        |
|      | 17   | 22   | 1957 | 인천                                       | 상동                                       | 2팀                                        | 인천(중공), 상동(중석)                                                                                         | 서울운동장  | 대한축구협회/ 서울신문     | [ 33 ]               |
|      | 18   | 23   | 1958 | 인천                                       | 서울                                       | 3팀                                        | 인천(중공), 상동(중석), 서울(교통)                                                                             | 서울운동장  | 대한축구협회/ 서울신문     | [ 34 ] [ 35 ]        |
|      | 19   | 24   | 1959 | 상동                                       | 서울                                       | 2팀                                        | 상동(중석), 서울(교통)                                                                                         | 서울운동장  | 대한축구협회/ 서울신문     | [ 36 ]               |
|      | 20   | 25   | 1960 | 양양, 상동                                 | 양양, 상동                                 | 4팀                                        | 서울(전매), 대구, 상동(중석), 양양(철광)                                                                       | 서울운동장  | 대한축구협회/ 서울신문     | [ 37 ] [ 38 ]        |
|      | 21   | 26   | 1961 | 취소 (추정)                                | 취소 (추정)                                | 취소 (추정)                                | 취소 (추정) |             |                            |                      |
|      | 22   | 26   | 1961 | 인천                                       | 서울                                       |                                            | | 서울운동장  | 대한축구협회/ 서울신문     | [ 39 ]               |
|      | 23   | 27   | 1962 | 서울                                       | 순천                                       | 5팀                                        | 서울(시경), 전주(한전), 순천(철도국), 대구, 재일교포                                                           | 전주공설    | 대한축구협회/ 서울신문     | [ 40 ] [ 41 ]        |
|      | 24   | 28   | 1963 | 대구                                       | 서울                                       | 6팀                                        | 대구(일모), 서울(OB), 인천(대성목재) 안양(금성), 군산(OB), 화순(탄광)                                          | 대구시민    | 경북축협/서울신문          | [ 42 ] [ 43 ]        |
|      |      | 29   | 1964 | 취소 (추정)                                | 취소 (추정)                                | 취소 (추정)                                | 취소 (추정) |             |                            | [ 44 ] [ 45 ]        |
|      |      | 30   | 1965 | 대구, 상동                                 | 대구, 상동                                 |                                            | 상동(중석), 대구(일모), 안양(금성),                                                                            | 효창운동장  | 대한축구협회               | [ 46 ]               |
|      |      | 31   | 1966 | 진해                                       | 부산                                       | 5팀                                        | 진해(해병), 부산(병참), 서울(한전), 청주(철도), 안양(금성)                                                     | 대전공설    | 대한축구협회               | [ 47 ]               |